# Paradise (canción de Coldplay)
«Paradise» —en español: «Paraíso»— es una canción de la banda británica Coldplay. Es el segundo sencillo de su quinto álbum de estudio, Mylo Xyloto. La canción debutó en las estaciones de radio el 12 de septiembre de 2011 en The Chris Moyles Show (BBC Radio 1); ese mismo día estuvo disponible en el formato de descarga digital.
Alcanzó a liderar la principal lista musical británica, el UK Singles Chart, siendo el segundo sencillo de la banda que lo logra, después de Viva la Vida; también es su undécimo sencillo en situarse entre los primeros diez lugares de dicho repertorio.
Ha recibido una recepción positiva por parte de los críticos. El 30 de noviembre, la canción fue nominada en la 54° entrega de los Premios Grammy 2012 en la categoría de mejor actuación pop de un grupo o dúo. La canción ganadora fue «Body & Soul», una colaboración de Tony Bennett y la difunta Amy Winehouse.

## Antecedentes
La cubierta del sencillo está formada principalmente por una pieza abstracta de crayón donde se pueden apreciar diferentes tonos azules. La carátula incluye mariposas y un espiral de Arquímedes, los cuales son recurrentes en los conciertos de Coldplay. La carátula fue elogiada por ser "una pieza importante de un rompecabezas en torno al tema utilizado por Coldplay para promover este álbum".

## Recepción

### Comercial
Según el sitio web oficial de Coldplay, inicialmente el sencillo solo estaba disponible en el Reino Unido mediante una "descarga inmediata" al pre-ordenar el álbum en iTunes; por consecuencia, no podía posicionarse en las listas musicales del país (UK Singles Chart). Tuvo 118 000 descargas en dichas seis semanas de inelegibilidad de las listas. Después del lanzamiento de Mylo Xyloto el 24 de octubre de 2011, «Paradise» entró en la UK Singles Chart en el número 14 vendiendo 27 000 sencillos esa semana. El 18 de diciembre alcanzó la segunda posición tras su actuación en Factor X UK y finalmente logró liderar la lista el 1 de enero de 2012, con 108 000 descargas esa semana, dando un total de 528 000. «Paradise» es el segundo sencillo número uno de la banda en el Reino Unido, el primero fue Viva la Vida del álbum Viva la Vida or Death and All His Friends (2008). En Australia llegó al número 3, obteniendo así cuádruple certificación de platino por 280 000 descargas. En Estados Unidos logró llegar a la posición número 15 del Billboard Hot 100, posteriormente en enero de 2012, «Paradise» fue certificada con disco de platino en dicho país por ventas aproximadas de 1 000 000 copias.

### Crítica
«Paradise» recibió, en su mayoría, críticas positivas por parte de los críticos de música especializados. Billboard alabó su composición musical: el uso de sintetizadores, de las guitarras y bajos; comentaron que la canción demostraba que la banda sabe cómo «llevar nuevos trucos sobre la mesa».

## Vídeo musical
Inicialmente, Coldplay anunció que el vídeo musical sería dirigido por Hype Williams (que anteriormente dirigió la primera versión del vídeo de «Viva la Vida»), pero al finalizar la grabación la banda quedó insatisfecha. Decidieron grabar un nuevo vídeo, esta vez dirigido por su antiguo colaborador Mat Whitecross. La banda contrató a Mat un día antes de la grabación y el concepto del vídeo se finalizó apenas unas horas antes de que el director viajara desde Londres a Sudáfrica. El líder de la banda, Chris Martin, creó la trama y el concepto del vídeo. Los trajes de elefante y el monociclo se compraron a última hora. Los trajes tenían que ser lo más espontáneos posible.
El vídeo se estrenó el 18 de octubre de 2011.
Muestra a un hombre disfrazado de elefante (interpretado por Chris Martin) escapando de un zoológico de Londres y sus intentos de irse a otro país; lo consigue viajando como polizón dentro de una maleta, en un avión con destino a Johannesburgo, Sudáfrica. Al llegar allí deambula y realiza actos callejeros para ganar dinero; se traslada en un monociclo comprado con escaso dinero en una tienda y logra un milagro que parecía imposible, se encuentra con otros tres elefantes (el resto de los integrantes de Coldplay) tocando la canción en la sabana sudafricana. Luego se les muestra tocando en un show en vivo en el estadio FNB de Johannesburgo y finalmente se les muestra a todos corriendo tras la cámara en la sabana.
El vídeo musical fue filmado en diferentes locaciones: Londres, Ciudad del Cabo, Karoo y Johannesburgo.

## Presentaciones en vivo
«Paradise» fue interpretada para una audiencia televisiva por primera vez durante la noche del 9 de septiembre de 2011: para el programa francés Taratata de la cadena televisiva France 2, un programa de música parisina. La respuesta del público de esa primera actuación fue descrita como "inconfundible" por Roadie #42, uno de los ayudantes de la banda. La canción fue interpretada por primera vez frente a una gran audiencia en los eventos Austin City Limits Taping y Austin Limits Festival, el 15 y 16 de septiembre, respectivamente; la última presentación mencionada fue transmitida en vivo. Coldplay tocó la canción en el festival Rock in Rio 2011, en la final de X Factor UK, así como en un episodio de Saturday Night Live. El 28 de octubre, Coldplay interpretó la canción ante una audiencia en The Ellen DeGeneres Show. Una presentación de la canción en el talk show Late Show with David Letterman fue subida a la cuenta oficial de VEVO de la banda.

## Listado de canciones
| Descarga digital |            |          |  |
| N.º              | Título     | Duración |  |
| 1.               | «Paradise» | 4:39     |  |

| CD Promo |                           |          |  |
| N.º      | Título                    | Duración |  |
| 1.       | «Paradise» (Radio Edit)   | 4:21     |  |
| 2.       | «Paradise» (Instrumental) | 4:39     |  |

| CD Promocional Japón |                                 |          |  |
| N.º                  | Título                          | Duración |  |
| 1.                   | «Paradise» (Radio Edit)         | 4:21     |  |
| 2.                   | «Every Teardrop Is A Waterfall» | 4:01     |  |

| EU Promo CD |            |          |  |
| N.º         | Título     | Duración |  |
| 1.          | «Paradise» | 3:21     |  |

| Descarga digital (Remix) |                           |          |  |
| N.º                      | Título                    | Duración |  |
| 1.                       | «Paradise» (Tiësto Remix) | 4:45     |  |

| Descarga digital remixes |                                               |          |  |
| N.º                      | Título                                        | Duración |  |
| 1.                       | «Paradise» (Fedde Le Grand Remix)             | 7:15     |  |
| 2.                       | «Paradise» (Ianborg Remix)                    | 3:56     |  |
| 3.                       | «Paradise» (Merk Kremont Remix)               | 5:15     |  |
| 4.                       | «Paradise» (Hypersonic Remix)                 | 4:54     |  |
| 5.                       | «Paradise» (Dead Appeal Remix)                | 4:22     |  |
| 6.                       | «Paradise» (Joep van der Linden Remix)        | 7:05     |  |
| 7.                       | «Paradise» (Soundmaestro Dubstep Remix)       | 3:35     |  |
| 8.                       | «Paradise» (We Plants Are Happy Plants Remix) | 4:15     |  |
| 9.                       | «Paradise» (Instrumental)                     | 4:39     |  |

## Posicionamiento en listas
| Alemania          | Media Control Charts     | 12 |
| Australia         | ARIA Singles Chart       | 3  |
| Austria           | Ö3 Austria Top 75        | 22 |
| Bélgica (Flandes) | Ultratip 50 Singles      | 3  |
| Bélgica (Valonia) | Ultratip 40 Singles      | 3  |
| Canadá            | Canadian Hot 100         | 13 |
| Dinamarca         | Tracklisten              | 5  |
| Escocia           | Top 40 Scottish Singles  | 1  |
| España            | PROMUSICAE               | 5  |
| Estados Unidos    | Billboard Hot 100        | 15 |
| Estados Unidos    | Rock Songs               | 3  |
| Estados Unidos    | Modern Rock Tracks       | 1  |
| Estados Unidos    | Triple A                 | 1  |
| Estados Unidos    | Pop Songs                | 37 |
| Estados Unidos    | Adult Pop Songs          | 7  |
| Estados Unidos    | Hot Dance Club Songs     | 7  |
| Finlandia         | Suomen virallinen lista  | 5  |
| Francia           | French Singles Chart     | 5  |
| Irlanda           | Irish Singles Chart      | 2  |
| Italia            | FIMI                     | 2  |
| Japón             | Japan Hot 100            | 16 |
| Noruega           | VG-lista                 | 1  |
| Nueva Zelanda     | RIANZ                    | 3  |
| Países Bajos      | Dutch Top 40             | 3  |
| Países Bajos      | Mega Single Top 100      | 2  |
| Polonia           | Polish Music Charts      | 5  |
| Reino Unido       | UK Singles Chart         | 1  |
| República Checa   | IFPI Charts              | 1  |
| Suiza             | Media Control Charts     | 4  |
| Europa            | European Hot 100 Singles | 2  |

### Certificaciones
| País           | Organismo certificador | Certificación | Ventas certificadas | Ref.   |
| -------------- | ---------------------- | ------------- | ------------------- | ------ |
| Alemania       | BVMI                   | Oro           | 150 000             | [ 47 ] |
| Australia      | ARIA                   | 6× Platino    | 420 000             | [ 48 ] |
| Bélgica        | BEA                    | Oro           | 15 000              | [ 49 ] |
| Canadá         | Music Canada           | 3× Platino    | 240 000             | [ 50 ] |
| Dinamarca      | IFPI                   | Platino       | 30 000              | [ 51 ] |
| Estados Unidos | RIAA                   | Platino       | 1 000               | [ 52 ] |
| Francia        | SNEP                   | Oro           | 150 000             | [ 53 ] |
| Italia         | FIMI                   | 2× Platino    | 60 000              | [ 54 ] |
| Nueva Zelanda  | RIANZ                  | 2x Platino    | 15 000              | [ 55 ] |

### Anuales
| Canadá         | Canadian Hot 100  | 80 |
| Estados Unidos | Billboard Hot 100 | 69 |
| Estados Unidos | Digital Songs     | 44 |
| Estados Unidos | Alternative Songs | 21 |